# Ningxiatherium
Il ningxiaterio (gen. Ningxiatherium) è un mammifero perissodattilo estinto, appartenente ai rinocerotidi. Visse nel Miocene superiore (circa 11 - 9 milioni di anni fa) e i suoi resti fossili sono stati ritrovati in Cina.

## Descrizione
Questo animale poteva raggiungere dimensioni notevoli: la specie più grande (Ningxiatherium euryrhinus) era più grande dell'attuale rinoceronte bianco. Possedeva un solo corno, posto al termine del muso, al contrario di altri animali simili come Elasmotherium (che ne possedeva uno, gigantesco, sulla fronte). I denti, a corona piuttosto alta, possedevano smalto dentario leggermente striato. La forma del cranio era depressa e allungata.

## Classificazione
Ningxiatherium è stato descritto per la prima volta nel 1977 sulla base di fossili ritrovati nella regione di Ningxia, in Cina, in strati del Miocene superiore. La specie tipo, N. longirhinus, possedeva ossa nasali relativamente strette e allungate, mentre una specie descritta successivamente (N. euryrhinus) possedeva ossa nasali molto più larghe ed era di taglia maggiore. Il genere Ningxiatherium è un rinoceronte appartenente al gruppo degli elasmoteriini, caratterizzati da grandi corna nasali o frontali e da una dentatura ipsodonte (a corona alta). Affine a Ningxiatherium doveva essere Parelasmotherium, vissuto negli stessi luoghi e nello stesso periodo: Ningxiatherium, però, si distingueva da quest'ultimo per alcune caratteristiche, tra le quali il setto nasale parzialmente ossificato e i premolari molto più corti. Altri elasmoteri simili erano Hispanotherium e Iranotherium.